# Christoph Messerer
Christoph Messerer (* 10. November 2001) ist ein österreichischer Fußballspieler.

## Karriere

### Verein
Messerer begann seine Karriere beim SV Neulengbach. Zur Saison 2015/16 wechselte er in die Jugend des SKN St. Pölten. Im März 2019 debütierte er für die Amateure von St. Pölten in der Regionalliga, als er am 17. Spieltag der Saison 2018/19 gegen die Amateure des SK Rapid Wien in der 73. Minute für Alexander Freismuth eingewechselt wurde. Im selben Monat erzielte er bei einer 3:2-Niederlage gegen den SC Neusiedl am See sein erstes Tor in der Regionalliga. Im April 2019 stand er gegen den FK Austria Wien erstmals im Profikader des SKN. Mit den Amateuren stieg er zu Saisonende aus der Regionalliga ab.
Im September 2019 debütierte er für die Profis in der Bundesliga, als er am neunten Spieltag der Saison 2019/20 gegen den LASK in der 53. Minute für Robert Ljubičić eingewechselt wurde. Bis Saisonende kam er zu elf Bundesligaeinsätzen, in denen er ein Tore erzielte. Nachdem er in der Hinrunde der Saison 2020/21 nur zu einem Kurzeinsatz im Cup gekommen war, wurde er im Jänner 2021 an den Zweitligisten SV Horn verliehen. Bis zum Ende der Leihe kam er zu 16 Einsätzen in der 2. Liga für die Horner. Zur Saison 2021/22 kehrte er zum inzwischen nur noch zweitklassigen SKN zurück. Im Mai 2022 verlängerte er dort seinen Vertrag langfristig um drei weitere Jahre bis Sommer 2025.

### Nationalmannschaft
Im Februar 2020 debütierte Messerer gegen Kroatien für die U-19-Auswahl.